# Винайдено не нами
Винайдено не нами (NIH-синдром від англ. not invented here — винайдено не нами, також фатальний недолік) — позиція в соціальній, корпоративній чи організаційній культурах, при якій уникається використання або придбання вже існуючих розробок, досліджень, стандартів або знань внаслідок їх зовнішнього походження і витрат.
Причини для небажаючих використовувати працю інших різноманітні, серед них — страх перед порушенням патентного права, нерозуміння чужої роботи, небажання визнати або оцінити працю інших, ревнощі або як частина більш широкої «війни за територію» (turf war). Як соціальне явище, ця філософія проявляється небажанням прийняти ідею або продукт, тому що той походить з іншої культури, форма трайбалізму.

Термін зазвичай використовується в зневажливому сенсі. Протилежну крайність іноді називають PFE-синдромом (англ. proudly found elsewhere — «з гордістю знайдено деінде» або «винайдено нами»).

## В інформатиці
У програмуванні також часто посилаються на NIH-синдром як на тенденцію «заново винаходити колесо» (повторно те, що вже існує; «винаходити велосипед»), ґрунтуючись на переконанні, що домашня розробка за своєю природою більш пристосована, більш безпечна, більше контрольована, швидше розробляється і зазнає менше загальних витрат (включаючи експлуатаційні витрати), ніж використання існуючих реалізацій.
У деяких випадках програмне забезпечення, з тією ж функціональністю вже існуюче, повторно реалізується, просто щоб зробити можливим його використання під іншою ліцензією на програмне забезпечення. Один з таких підходів — метод чистої кімнати.
Основні аргументи на користь підходу NIH:
- сторонні компоненти або послуги іноді не виправдовують очікувань, коли потрібна висока якість[5];
- сутність, яка перебуває за межами власного контролю, буде прив'язана до постачальника і несе постійну загрозу для бізнесу пропорційно наслідків її втрати[6];
- закриті рішення можуть бути сприйняті як недостатньо гнучкі в майбутньому.

При цьому недоліки використання сторонньої розробки можуть бути нівельовані за рахунок прийняття рішення зовнішнього лише в якості бази з подальшою власної доопрацюванням, ніж використання його як є, а також при забезпеченні контролю над зовнішньою сутністю в разі втрати каналу її поставки, наприклад, через отримання її початкового коду.